# ألبينا (سورينام)
ألبينا هي مستوطنة، في سورينام، تتبع مقاطعة مارويجيني، بلغ عدد سكانها 5,247 نسمة، تبلغ مساحتها 397 كيلومتر مربع.

## أعلام
- هندريك شين وسين
- أوسكار هاريس